# Rhipsalis hoelleri
Rhipsalis hoelleri ist eine Pflanzenart in der Gattung Rhipsalis aus der Familie der Kakteengewächse (Cactaceae). Das Artepitheton hoelleri ehrt den am Botanischen Garten Bonn tätigen Gärtnermeister Werner Höller.

## Beschreibung
Rhipsalis hoelleri wächst epiphytisch und strauchig mit schlaff hängenden mesotonisch oder akroton verzweigenden Trieben von unbegrenztem Wachstum. Die drehrunden Triebe weisen Durchmesser von 3 bis 4 Millimeter auf.
Die leuchtend karminroten Blüten erscheinen seitlich und erreichen einen Durchmesser von  1 Zentimeter. Die nahezu kugelförmigen Früchte sind bei Reife rot.

## Systematik, Verbreitung und Gefährdung
Rhipsalis hoelleri ist im Süden des brasilianischen Bundesstaates Espírito Santo verbreitet.
Die Erstbeschreibung durch Wilhelm Barthlott und Nigel Paul Taylor wurde 1995 veröffentlicht.
Über den Bedrohungsstatus von Rhipsalis hoelleri gibt es in der Roten Liste gefährdeter Arten der IUCN nur unzureichende Daten. Inzwischen wurde die Art von einem Brasilianischen Autorenteam wiederentdeckt und als „critically endangered“ eingestuft. Die vier neuen Fundorte liegen in der zentralen Gebirgsregion des Staates Espirito Santo.

## Nachweise